# Един светъл ден
„Един светъл ден“ (на английски: One Bright Day) е австралийски телевизионен филм от 1959 година, създаден от телевизия Ей Би Си.

## В ролите
- Джо Маккормък като Джулиън Прескът
- Кевин Сандърс като Джордж Лоурънс[1]